# Kevin Parent
Pour les articles homonymes, voir Parent.
Kevin Parent est un chanteur et acteur québécois né le 12 décembre 1972 à Greenfield Park au Québec. Il a été élevé à Nouvelle en Gaspésie et a fréquenté l'École secondaire Antoine-Bernard à Carleton-sur-Mer.
Kevin a un frère nommé Steven.

## Biographie
Lorsqu'il a treize ans, il apprend lui-même à jouer de la guitare, particulièrement la guitare électrique. À seize ans, il écrit ses propres chansons et joue dans les bars. Cependant, c'est en interprétant des compositions des légendaires Cat Stevens, Bob Dylan et Pink Floyd qu'il se fera connaître.
En participant au concours Le pouvoir de la chanson, Parent se fera remarquer par une maison de disque, ce qui lui permettra de signer un premier contrat menant à son premier album Pigeon d'argile en 1995. Cet album le propulsera dans les sommets des chartes de vente au Québec. Pigeon d'argile trouvera preneur auprès de 375 000 personnes. Il est aussi l'auteur en 1995 de la chanson thème de l'émission de télévision Pignon sur rue.
Fort de ce succès, Parent reviendra à la charge en 1998 avec Grand parleur, petit faiseur qui se vendra à plus de 350 000 exemplaires. Parent participe alors à plusieurs festivals qui le feront apprécier davantage.
En 2001, il lance un troisième album intitulé Les vents ont changé. Bien que le succès critique soit au rendez-vous, Parent n'obtient pas les mêmes ventes qu'à ses deux premiers disques.
Finalement, après une longue tournée qui durera une année et demie, Kevin Parent lancera un album live appelé Retrouvailles où l'on retrouve ses meilleures chansons.
En plus de ses réalisations personnelles, Kevin Parent a participé à une compilation de reprises des meilleures chansons de Jean-Pierre Ferland ainsi que l'album «Porn Flakes», paru en 2005.

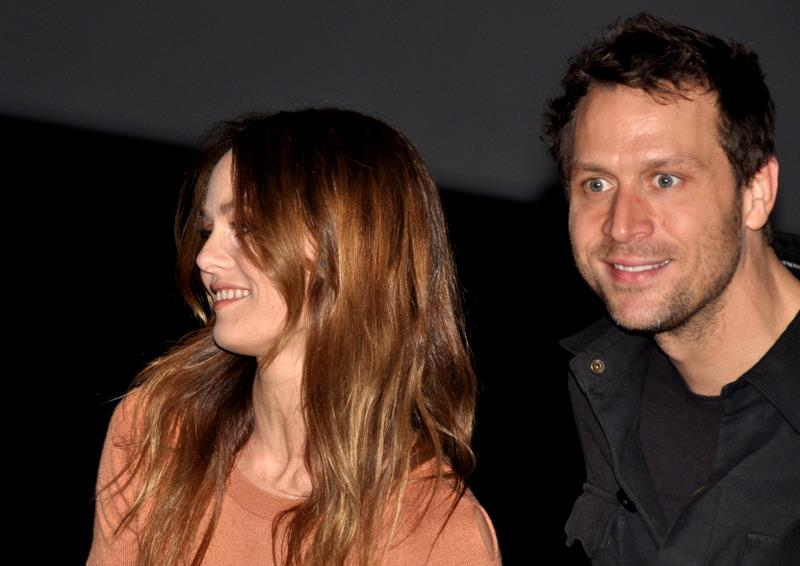
Kevin Parent avec Vanessa Paradis à l'avant-première du film Café de Flore.

En 2011, il interprète Antoine Godin dans Café de Flore, un film de Jean-Marc Vallée. En 2013, il interprète Gabriel, un menuisier gaspésien dans La Maison du pêcheur, un film d'Alain Chartrand. Il a aussi joué son propre rôle dans deux épisodes de la série Les Parent. Il a joué le rôle de l'enquêteur Patrice Marcel dans la série télévisée juridique Toute la vérité à compter de 2013.
À l'occasion de l'élection provinciale partielle dans Bonaventure (décembre 2011), il soutient publiquement la candidate de Québec solidaire.

### Controverses
Dans la foulée d'un vaste mouvement de dénonciations sur les réseaux sociaux en juillet 2020, lié à des comportements répréhensibles envers les femmes, l'agence Preste qui le représentait comme artiste interrompt leur collaboration,, et il est forcé de présenter ses excuses sur Facebook. 
Parmi les comportements reprochés, notamment des «avances insistantes, des commentaires incessants» sur le physique d'une employée, figurent aussi des événements ayant eu lieu dans les bars: lui et son ami aimaient tremper leur pénis dans le verre des filles, pratique qu'ils appelaient «grainer».

## Filmographie
- 2011 : Café de Flore de Jean-Marc Vallée
- 2013 : La Maison du pêcheur d'Alain Chartrand
- 2014 : The Calling de Jason Stone
- 2015 : L'Or du golfe de Ian Jaquier
- 2019 : Vivaces (Rustic Oracle) de Sonia Bonspille Boileau : officier Caron
- 2019 : Jeremy Simard vends des automobiles
- 2020 : Ismael; Devenir un hippocampe humain 2

## Télévision
- 2012 : Les Parent
- 2013-2014 : Toute la vérité : enquêteur Patrice Martel
- 2017 : La Disparition : enquêteur Charles

## Lauréats et nominations

### Gala de l'ADISQ

#### artistique
| Année | Catégorie                                              | Pour                        | Résultat   |
| ----- | ------------------------------------------------------ | --------------------------- | ---------- |
| 1995  | album de l'année - pop/rock                            | Pigeon d'argile             | nomination |
| 1995  | découverte de l'année                                  | Kevin Parent                | nomination |
| 1995  | interprète masculin de l'année                         | Kevin Parent                | nomination |
| 1996  | album de l'année - meilleur vendeur                    | Pigeon d'argile             | nomination |
| 1996  | chanson populaire de l'année                           | Seigneur                    | lauréat    |
| 1996  | interprète masculin de l'année                         | Kevin Parent                | lauréat    |
| 1996  | spectacle de l'année - auteur-compositeur-interprète   | C'est plate mais c'est ça   | lauréat    |
| 1996  | vidéoclip de l'année                                   | Seigneur                    | lauréat    |
| 1997  | album de l'année - meilleur vendeur                    | Pigeon d'argile             | nomination |
| 1997  | artiste québécois s'étant le plus illustré hors Québec | Kevin Parent                | nomination |
| 1997  | chanson populaire de l'année                           | Father on the go            | lauréat    |
| 1997  | interprète masculin de l'année                         | Kevin Parent                | nomination |
| 1997  | vidéoclip de l'année                                   | Father on the go            | nomination |
| 1998  | chanson populaire de l'année                           | Fréquenter l'oubli          | lauréat    |
| 1998  | interprète masculin de l'année                         | Kevin Parent                | lauréat    |
| 1998  | vidéoclip de l'année                                   | Fréquenter l'oubli          | lauréat    |
| 1999  | album de l'année - meilleur vendeur                    | Grand parleur petit faiseur | nomination |
| 1999  | album de l'année - pop/rock                            | Grand parleur petit faiseur | lauréat    |
| 1999  | chanson populaire de l'année                           | Maudite jalousie            | nomination |
| 1999  | interprète masculin de l'année                         | Kevin Parent                | nomination |
| 1999  | spectacle de l'année - auteur-compositeur-interprète   | Grand parleur petit faiseur | nomination |
| 1999  | vidéoclip de l'année                                   | Maudite jalousie            | nomination |
| 2000  | vidéoclip de l'année                                   | Tu pourras dire             | nomination |
| 2002  | album de l'année - meilleur vendeur                    | Les vents ont changé        | nomination |
| 2002  | album de l'année - pop/rock                            | Les vents ont changé        | nomination |
| 2002  | chanson populaire de l'année                           | Caliente                    | nomination |
| 2004  | chanson populaire de l'année                           | Le petit roi                | nomination |
| 2008  | album de l'année - anglophone                          | Fangless wolf facing winter | nomination |
| 2010  | chanson populaire de l'année                           | Besoin d'amour              | nomination |
| 2015  | album de l'année - folk                                | Face à l'ouest              | nomination |

#### industriel
| Année | Catégorie                                   | Pour | Résultat   |
| ----- | ------------------------------------------- | --- | ---------- |
| 1997  | émission de télévision de l'année - chanson | Kevin Parent et Marie-Jo Thério (avec Marie-Jo Thério)                                                                              | nomination |
| 2002  | prise de son et mixage de l'année           | Pierre Duchesne, Nick Keca, Mario Lessard, Denis Normandeau, Kevin Parent et John Webster pour Les vents ont changé de Kevin Parent | lauréat    |

### Prix Juno[17]
| Année | Catégorie                       | Pour                        | Résultat   |
| ----- | ------------------------------- | --------------------------- | ---------- |
| 1999  | meilleur interprète masculin    | Kevin Parent                | nomination |
| 1999  | meilleur album                  | Grand parleur petit faiseur | nomination |
| 1999  | meilleur album pop              | Grand parleur petit faiseur | nomination |
| 1999  | album francophone le plus vendu | Grand parleur petit faiseur | nomination |
| 2002  | album francophone le plus vendu | Les vents ont changé        | lauréat    |